# ネーデルラント・マルクス＝レーニン主義党
ネーデルラント・マルクス＝レーニン主義党（オランダ語: Marxistisch-Leninistische Partij Nederland、MLPN）は、オランダの諜報機関であるIDB（対外情報局、AIVDの前身）が中華人民共和国などの東側諸国で諜報活動を行うために、「プロジェクト・モンゴル」というレッドヘリング作戦に基づいて設立した左派政党であり、1968年から1980年代にかけて活動していた。党首は数学教師のピーター・ブーヴェ（Pieter Boevé）であり、偽名のクリス・ペーターセン（Chris Petersen）で党の書記長を務めていた。

## 概要
ネーデルラント・マルクス＝レーニン主義党は表向きマルクス・レーニン主義と毛沢東思想を支持し、親ソ連のオランダ共産党と対立していた。関連組織にアルバニア社会主義人民共和国を支持する「オランダ・アルバニア財団」と民主カンプチアのポル・ポトを支持する「オランダ・カンプチア財団」もあった。党は月刊の機関誌「共産主義者」（De Kommunist）も刊行していたが、実際はAIVDの職員が書いたと見られる。党首のブーヴェは、中華人民共和国とアルバニア社会主義人民共和国に何度も招待され、現地で毛沢東、周恩来、エンヴェル・ホッジャなど党の指導者と面会したことがあり、天安門事件発生後も中国共産党を支持する声明を発表した。
2004年9月、政党の正体はAIVDの元職員であるフリッツ・フクストラ（Frits Hoekstra）の著作によって暴露された。のちに元党首のブーヴェはメディアのインタビューに応じ、当時の活動や北京での「共産主義学習」などを公表した。また、元党員で熱心な共産主義者であったパウル・ワルテナ（Paul Wartena）は当時払った党費の返還を求めるようにAIVDに求めた。